# Music Meant to Be Heard
Music Meant to Be Heard è un album realizzato da Kevin Moore, musicista statunitense, ex-membro dei Dream Theater.

## Descrizione
L'album è un demo tape di quello che sarebbe divenuto il suo album solista successivo: This Is a Recording.
Inoltre è presente la canzone Space-Dye Vest la quale è stata inclusa, in Awake, l'ultimo album con cui ha collaborato assieme ai Dream Theater. Questa scelta tuttavia non voleva essere intrapresa dalla band dato che il brano fu composto interamente da Kevin.

## Tracce
Testi e musiche di Kevin Moore.
1. Song For Eric (For Tori) – 4:59
2. Space-Dye Vest – 7:52
3. Blanket – 6:53
4. Hollow – 5:06
5. Roll Away The Stone – 3:56
6. Shallow – 3:17
7. Normal Words – 4:39
8. Nora – 4:19

### Crediti
- Scritto e registrato da Kevin Moore
- Voce: Tori Amos (traccia 1)
- Voce: Kevin Moore (eccetto traccia 1)
- Tastiere: Kevin Moore[3]